# Brandon Dubinsky
Brandon Dubinsky (Anchorage, 29 aprile 1986) è un hockeista su ghiaccio statunitense professionista che gioca nel ruolo di centro per i Columbus Blue Jackets.